# Phyllonorycter macrantherella
Phyllonorycter macrantherella là một loài bướm đêm thuộc họ Gracillariidae. Nó được tìm thấy ở Armenia, Georgia, Daghestan, Thổ Nhĩ Kỳ và Ukraina.
Ấu trùng ăn Quercus macranthera. Chúng có thể ăn lá nơi chúng làm tổ.